# Herlinde Pauer-Studer
Herlinde Pauer-Studer (* 1953 Bludenz, Vorarlbersko) je rakouská filozofka a univerzitní profesorka na Vídeňské univerzitě. Zajímá se o etiku, politickou, analytickou filozofii a filozofii práva.
Studovala filozofii na univerzitě v Torontu (M.A. 1977) a na univerzitě v Salcburku. V roce 1983 absolvovala salcburskou univerzitu a habilitovala na univerzitě ve Vídni. Od roku 1981 do roku 1985 byla asistentem Institutu právní filozofie na univerzitě v Grazu a vyučovala na univerzitě v Kalifornii. V letech 1996/97 a 1997/98 hostovala jako vědec na Harvardově univerzitě a v roce 2006 na univerzitě v New Yorku. V roce 1998 byla jmenována mimořádným profesorem na Institutu filozofie Vídeňské univerzity. V roce 2010 byla jmenována profesorem praktické filozofie tamtéž. V roce 1993 získala stipendium Charlotte Bühlerové z fondu FWF a poté získala stipendium APART od rakouské akademie věd (1995). V roce 2010 obdržela jeden z grantů Evropské komise. V roce 2017 získala cenu města Vídně za humanitní vědy.

## Dílo (výběr)
- Das Andere der Gerechtigkeit. Moraltheorie im Kontext der Geschlechterdifferenz; Berlín, Akademie Verlag 1996
- Autonom leben. Reflexionen über Freiheit und Gleichheit; Frankfurt am Main, Suhrkamp 2000
- spoluautor J. David Velleman: Konrad Morgen. The conscience of a Nazi judge. Londýn 2015, ISBN 978-1-349-50504-3